# Ил Санто (Сијена)
Ил Санто је насеље у Италији у округу Сијена, региону Тоскана.
Према процени из 2011. у насељу је живело 33 становника. Насеље се налази на надморској висини од 261 м.